# Lafayette, Indiana
Lafayette (IPA: [ˈlɑ.fəˌjɛt]) je grad u Tippecanoe Countyu u (Indiani), 101 kilometara sjeverozapadno od Indianapolisa. 
Grad je sjedište Tippecanoe Countya.
West Lafayette, s druge strane rijeke Wabash, je sjedište sveučilišta Purdue. Lafayette i West Lafayette zajedno formiraju samu jezgru Lafayettea, IN,  metropolitanskog statističkog područja, koje po popisu iz 2000. je imalo 183.340 stanovnika; Lafayette je po tome 215. po veličini metropolitanska površina u SAD-u.

## Stanovništvo
Broj stanovnika:
- 1900. – 18.116
- 1910. – 20.081
- 1920. – 22.486
- 1940. – 28,798
- 2000. – 56.397

## Vanjske poveznice
- Službena web stranica grada
- Lafayette Online  Arhivirana inačica izvorne stranice od 5. rujna 2006. (Wayback Machine)
- Lafayette Journal and Courier (lokalne novine, u vlasništvu Gannetta)
- Lafayette classifieds  Arhivirana inačica izvorne stranice od 13. kolovoza 2007. (Wayback Machine)